# Tsjerna Niva
Tsjerna Niva (Bulgaars: Черна нива) is een dorp in Bulgarije, gelegen in de gemeente Tsjernootsjene, oblast Kardzjali. Het dorp ligt 17 km ten noorden van Kardzjali en 189 km ten zuidoosten van de hoofdstad Sofia.

## Bevolking
In de eerste volkstelling van 1934 registreerde het dorp 190 inwoners. Dit aantal groeide tot een officiële hoogtepunt van 321 inwoners in 1965. Sindsdien neemt het inwonersaantal af. Op 31 december 2019 telde het dorp 116 inwoners.
Alle 131 inwoners reageerden op de optionele volkstelling van 2011. Van deze 131 respondenten identificeerden 130 personen zichzelf als Bulgaarse Turken (99,2%), gevolgd door 1 ondefinieerbare respondent (0,8%).
Van de 131 inwoners in februari 2011 werden geteld, waren er 20 jonger dan 15 jaar oud (15,3%), gevolgd door 86 personen tussen de 15-64 jaar oud (65,6%) en 25 personen van 65 jaar of ouder (19,1%).